# So Called Life
«So Called Life» (англ. Так зване життя) — перший та головний сингл канадської рок-групи Three Days Grace до сьомого студійного альбому «EXPLOSIONS», випущений 29 листопада 2021 року. Пісня була доступна в цифровому форматі на музичних потокових сервісах з 1 грудня 2021 року.

## Список пісень
| Стандартний сингл | Стандартний сингл | Стандартний сингл                                 | Стандартний сингл |
| #                 | Назва             | Автор                                             | Тривалість        |
| ----------------- | ----------------- | ------------------------------------------------- | ----------------- |
| 1.                | «So Called Life»  | Ніл Сандерсон, Бред Волст, Баррі Сток, Метт Волст | 3:26              |
| 3:26              |                   |                                                   |                   |

## Чарти
| Чарт (2021-2022)                            | Найвища позиція |
| ------------------------------------------- | --------------- |
| Canada Rock (Billboard)                     | 7               |
| US Hot Rock & Alternative Songs (Billboard) | 29              |
| US Rock Airplay (Billboard)                 | 8               |